# Cinco danzas gitanas
Cinco danzas gitanas és un conjunt de peces per a piano sol escrites pel compositor espanyol Joaquín Turina Pérez entre el 1929 i el 1930. L'obra es divideix en dues sèries, cadascuna composta de cinc danses que prenen inspiració de la música gitana, especialment de la música andalusa. Ambdues series van ser estrenades pel pianista José Cubiles a Madrid, la primera el 1932 i la segona el 1935. Cada peça es basa en l'estructura del tipus de dansa al qual fa referència i utilitza el compàs i ritmes que la diferencien.

## Història
El context històric general de l'obra se situa entre el 1920 (quan Turina comença a treballar en les danses) fins al 1932, quan José Cubiles les estrena en el Teatro de la Comedia de Madrid. Espanya passava pel regnat d'Alfons XIII (que va ser coronat l'any 1902) durant el qual va haver el cop d'estat de Primo de Rivera (1923). Aquest període es caracteritza per una crisi política permanent a causa de les circumstàncies i d'un seguit d'esdeveniments: l'intervencionisme polític del rei (com el seu suport a la dictadura), la confrontació social entre ideologies (republicans, socialistes, anarquistes...), les protestes contra l'Església, les revoltes a Catalunya (que culminaran en la Setmana Tràgica el 1909), etc. No és fins més tard, al 1929, que es produeix La Gran Depressió, que també afectarà Espanya. Passant per la «dictablanda» del general Berenger, Espanya acaba convertint-se en República el 1931.

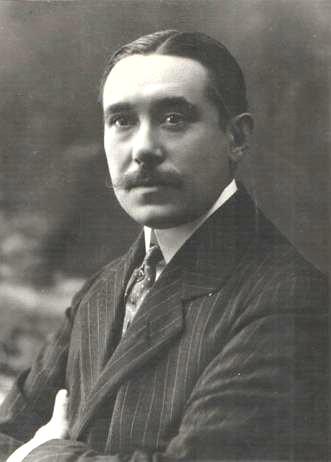
Retrat de Joaquín Turina, compositor de les Cinco danzas gitanas, realitzat el 1914.

Turina escriu la primera serie de les Danzas gitanas entre els seus 47 i 48 anys quan ja estava establert a Madrid després de tornar de París l'any 1914. Fins llavors, no deixa mai d'escriure i manté una vida molt activa en el panorama musical espanyol. Així serà, amb tot, fins a l'arribada de la Guerra Civil el 1936, durant la qual el compositor rep el suport del consolat britànic, gràcies a John Milanés. Aquest últim es tracta d'un període en què Turina no va escriure pràcticament música.

## Característiques de l'obra

### Estructura
Un dels punts en comú entre aquestes peces és la seva estructura formal, que es basa en la dansa a què fa referència, així com el compàs i els ritmes que hi utilitza. També en ambdues obres hi podem trobar influències de l'escola franckista, de l'obra de Claude Debussy i de la música andalusa tradicional.
Primera sèrie (op. 55):
- Zambra
- Danza de la seducción
- Danza ritual
- Generalife
- Sacro-monte

Segona sèrie (op. 84):
- Fiesta de la calderas
- Círculos rítmicos
- Invocación
- Danza rítmica
- Seguiriya

### Estil
Joaquín Turina va ser un compositor nacionalista, influenciat per la dansa popular espanyola i amb un gran interès per la música andalusa. En Cinco danzas gitanas es pot observar una evocació a la ciutat de Granada directament pel nom de les dues danses que tanquen la primera serie: Generalife i Sacro-monte, en relació als jardins de Generalife i el barri granadí del Sacromonte. Altres compositors contemporanis a Turina també mostren interessos similars. Fent un paral·lelisme amb Manuel de Falla, les vides d'aquests dos compositors van tenir bastants punts en comú: ambdós van néixer a Andalusia (Falla el 1876 i Turina el 1882), van traslladar-se a Madrid i posteriorment a París per ampliar els seus estudis. Els dos van escriure obres que es poden catalogar com a impressionistes, tot i mantenir un estil diferenciat. De Turina podem es pot destacar la força que dona a les formes musicals establertes i la seva música es pot catalogar com a descriptiva o programàtica. Turina va relacionar la seva música amb la de Falla, com es pot observar en una entrevista al compositor en el diari La Publicitat:
— “La música de Falla, sus mejores aciertos son los que conciernen a la pura gitanería...” — s'afanya a afegir el mestre Turina. I diu encara: — Gitano i andalús no és pas la mateixa cosa, si bé s'estableixen sempre punts de contacte. I Falla és la gitaneria autèntica. “Da en el punto de la gitanería”. Mentre que jo faig música andalusa.»

### Anàlisi interna

#### Zambra
El nom de Zambra prové de la dansa flamenca de Granada i Almeria que té el mateix nom. Aquest mot es refereix tant a la festa dels moriscos com a la dels gitanos del Sacromonte de Granada (encara que aquest últim es relaciona més amb el tango). Zambra té forma ternària i segueix l'esquema de dansa – copla – dansa: en les parts de dansa predomina l'ús de l'obstinat rítmic, mentre que en la part central de copla destaquen diferents melodies més elaborades per damunt de progressions harmòniques i cromatismes.

#### Danza ritual
Amb relació a Zambra, la Danza ritual té un caràcter més proper a l'impressionisme, ja que se centra en buscar sonoritats suggerents. Això ho fa a través de dos motius contrastants: el primer, que inicia la peça, i el segon que es caracteritza pel ritme de corxera amb punt i semicorxera, junt amb la negra amb punt que és característica de diferents danses espanyoles, com per exemple les andaluses i la jota aragonesa.
També hi podem trobar diferents melodies amb influència àrab així com la cadència andalusa i algunes variants d'aquesta. Una altra característica que tenen en comú la música andalusa i àrab és la preferència per tonalitats menors amb diferents graus alterats.

## Recepció
Entre els arxius de la Fundació Juan March (que recull centenars de partitures de Turina, així com retalls de premsa, escrits personals, programes de concert i altres documents relacionats), es pot trobar un extret del diari El Pueblo que menciona la recepció de l'obra en la seva estrena (la primera sèrie):
«Las “Cinco danzas gitanas”: “Zambra”, “Danza de la seducción”, “Danza ritual”, “Generalife”, basado en el auténtico “polo gitano”, y “Sacro Monte”, donde se llega a la máxima exaltación rítmica, son de gran efecto, y en su primera audición por el gran pianista Cubiles, fueron ovacionadas.»
Per al moment que Turina presenta aquesta obra al públic, el compositor ja gaudia de gran reconeixement arreu d'Espanya. Altres grans obres seves ja havien estat estrenades amb èxit i interpretades més d'un cop.